# Bosseval-et-Briancourt
Bosseval-et-Briancourt je francouzská obec v departementu Ardensko v regionu Grand Est. V roce 2012 zde žilo 409 obyvatel.

## Poloha obce
Obec leží u hranic Francie s Belgií. Sousední obce jsou: Donchery, Gernelle, Gespunsart, Issancourt-et-Rumel, Vresse-sur-Semois (Belgie) a Vrigne-aux-Bois.

## Vývoj počtu obyvatel
Počet obyvatel